# Lばんテレポート
『Lばんテレポート』（エルばんテレポート）は、2000年4月3日から2003年3月28日まで福島テレビで放送された平日夕方のローカルワイド番組。

## 概要
本番組は1998年春から2年間放送されていた夕方ワイド番組『テレポート』をベースに、さらに放送時間を拡大した番組で、『FTVスーパーニュース』（この番組からニュース枠にあった「テレポート」のタイトルが消える）を内包していた。キャスターも引き続き高橋雄一と浜中順子が務めていた。
番宣などで高橋と浜中が指でLばんのLのポーズを取るなど、この両者のキャラクターもあって明るくノリのよい情報番組だったが、予算や視聴率などの事情があってか、番組は2003年春に同タイトルでの放送を終了。『FTVテレポート』シリーズのタイトルを冠する番組はここで一旦途絶えた（2018年に『FTVテレポートプラス』として復活）。その後、同時間帯では報道番組色を強めた新番組『Lばんスーパーニュース』がスタートした。

## 放送時間
- 月曜 - 金曜 17:00 - 19:00 （2000年4月3日 - 2002年3月29日）
- 月曜 - 金曜 16:54 - 19:00 （2002年4月1日 - 2003年3月28日）

## 歴代出演者

### 総合司会
- 高橋雄一（当時福島テレビアナウンサー）
- 浜中順子（福島テレビアナウンサー）

### 「Lばん こおりやま」17時台キャスター
- 簑輪千尋（2000年4月3日 - 2001年3月30日、当時福島テレビアナウンサー）
- 荒井律（2001年4月2日 - 2002年3月29日、当時福島テレビアナウンサー）
- 向井佐都子（2002年4月1日 - 2003年3月28日、当時福島テレビアナウンサー）

### 「LIVE!本日快店」担当
- 岩田雅人（当時福島テレビアナウンサー）
- 金井淳郎（当時福島テレビアナウンサー）

ほか

## コーナー
きょうのおきに
「おきに娘」が福島県内の洋菓子店や和菓子店を紹介していたコーナー。後にこのコーナーをまとめた関連書籍『Lばんテレポート おきにな店』（ISBN 4-939094-03-0）が福島テレビから出版され、福島県内の書店で販売された。後番組の『Lばんスーパーニュース』では「おきにな人」として放送。
おしえてLばん
高橋扮する「ドクターL」が視聴者の疑問を紹介。
LIVE!本日快店
数々の店を生中継で紹介していたコーナー。
大好き♥お菓子
「たえこママ」こと間庭たえこと浜中がテーマを決めて洋菓子などを作っていたコーナー。
Lばん こおりやま
郡山支社からの中継コーナー。
あしたラッキーになーれ
占いコーナー。
Lばん天気
『FNNスーパーニュース』の「スポーツの力」終了後に放送の天気予報。視聴者からの天気予報のリクエストにも応えていた。
きょうのLばん大賞
番組冒頭に発表したテーマで募集した視聴者のお便りの中から優秀作品を発表。